# NGC 1035
NGC 1035 é uma galáxia espiral (Sc) localizada na direcção da constelação de Cetus. Possui uma declinação de -08° 07' 57" e uma ascensão recta de 2 horas, 39 minutos e 29,0 segundos.
A galáxia NGC 1035 foi descoberta em 10 de Janeiro de 1785 por William Herschel.